# 일 트로바토레

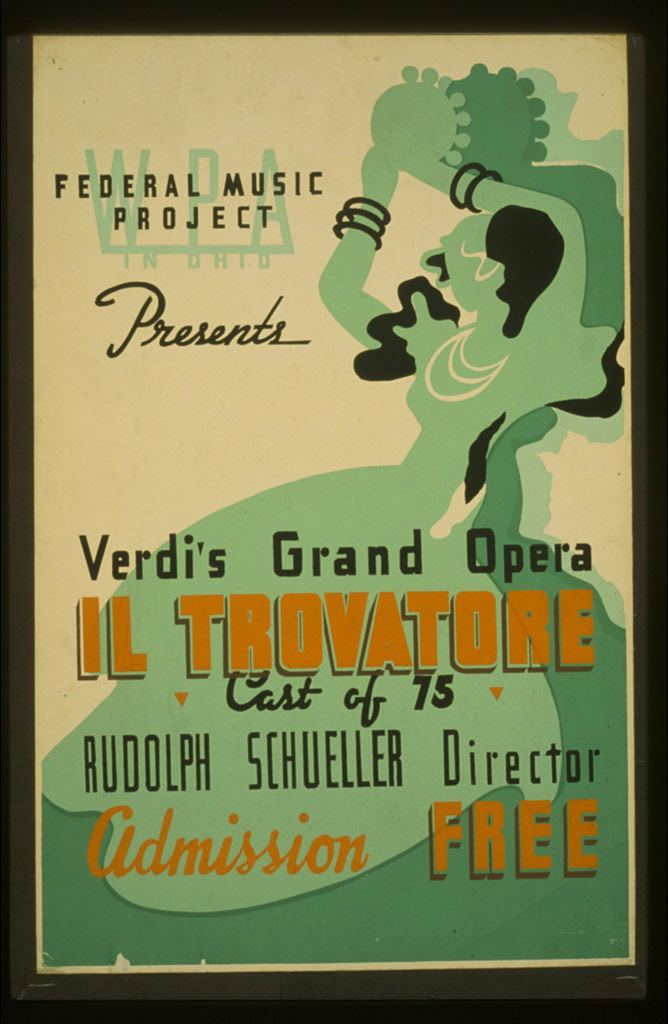

일 트로바토레 (음유시인)(Il trovatore)는 [주세페 베르디]가 작곡한 4막의 오페라이다. 에스파냐 극작가, [안토니오 가르시아 구치에레츠]의 희곡 [부두] (El trovador)을 기초로 [살바도레 캄마라노]와 [레오네 에마누엘레 바르다레] 가 이탈리아어 대본은 완성하였다. 1853년 1월 19일 [로마]의 [아폴로 극장]에서 초연되었다. "Opera America"에 따르면 북미에서 7번째로 많이 공연되는 오페라이다. 1857년 베르디는 이 오페라를 파리 공연을 위해 Il trouvere로 수정하고, 발레 장면을 첨가하였다.

## 등장인물
- 주요 배역

루나 백작, 아라곤 공작을 모시는 젊은 귀족(바리톤)
만리코, 음유 시인, 우르겔 왕자 군대의 병사 (테너)
아추체나, 나이든 집시 여인 (메조소프라노)
레오노라, 아라곤 공작비의 시녀, 만리코를 사랑함 (소프라노)
- 조역 및 기타

페르란도, 루나 백작의 늙은 군인 (베이스)
이네스, 레오노라의 친구 (소프라노)
루이츠, 만리코의 동료 (테너)
늙은 집시 (베이스)
전달자 (테너)
레오노라의 친구들, 수녀들, 백작의 lackeys, 병사들, 집시들.

## 줄거리
- 15세기 에스파냐의 비즈카야와 아라곤 지방

2대의 걸친 복수와 사랑을 다루고 있다.

### 1막
- 1장: 아라곤에 위치한 루나 백작의 성 입구
- 2장: 성의 정원

### 2막
- 1장: 집시들의 동굴 혹은 산 속 깊은 곳

### 3막
- 1장: 비즈카야 성 밖에는 루나 백작의 막사

### 4막
- 1장: 감옥 밖
- 2장: 감옥 안

## 유명한 음악
- 1막: 그대 환히 웃는 얼굴 Il balen del suo sorriso (루나 백작)
- 1막: 이 사랑 말로 할 수 없네 Di tale amor (레오노라)
- 2막: 대장간의 합창 Chi del gita (집시들)
- 2막: 불길이 치솟네 Stride La Vampa (아추체나)
- 3막: 아! 그대는 나의 사랑, Ah! si ben mio (만리코)
- 3막: 타는 저 불꽃 Di quella pira (만리코)
- 4막: 사랑은 장미 빛 날개를 타고 D'Amor Sull'Ali Rosee (레오노라)
- 4막: 미제 레레 Miserere (수도사들의 합창)
- 4막: 우리의 산으로 돌아가고파 Ai nostri monti (아추체나, 만리코)

## 참고 문헌
- The Opera Goer's Complete Guide by Leo Melitz, 1921 version.

## 음악 듣기
- MP3 Creative Commons Recording[깨진 링크(과거 내용 찾기)]